# نیژنیه آخ-کرپی
نیژنیه آخ-کرپی (ترکی آذربایجانی: Nizhneye Akh-Kerpi) یک منطقهٔ مسکونی در جمهوری آرتساخ است که در استان کاشاتاق واقع شده‌است.